# Olivia Thirlby
Olivia Jo Thirlby, född 6 oktober 1986 i New York, New York, USA, är en amerikansk skådespelare. Hon är bland annat känd för rollen som "Leah" i filmen Juno.

## Biografi
Olivia Thirlby föddes i New York City. Hon har studerat vid Friends Seminary, American Globe Theatre, och under en kortare period vid Royal Academy of Dramatic Art i London. Hon gjorde sin filmdebut 2006 med United 93 och samma år sin TV-debut med TV-serien Kidnapped.

## Filmografi (urval)
- 2006 – United 93
- 2006 – Unlocked
- 2006 – Kidnapped (TV-serie)
- 2007 – Snow Angels
- 2007 – Juno
- 2007 – Love Comes Lately
- 2007 – The Secret (Si j'étais toi)
- 2008 – The Wackness
- 2008 – Eve
- 2008 – New York, I Love You
- 2008 – Uncertainty
- 2008 – Safety Glass
- 2011 – No Strings Attached
- 2011 – Margaret
- 2011 – The Darkest Hour
- 2012 – Dredd
- 2014 – 5 to 7
- 2015 – The Stanford Prison Experiment
- 2017 – The Last Kennedy
- 2019 – Above the Shadows
- 2023 – Oppenheimer